# Liste der denkmalgeschützten Objekte in Obdach (Gemeinde)
Die Liste der denkmalgeschützten Objekte in Obdach enthält die 41 denkmalgeschützten, unbeweglichen Objekte der österreichischen Gemeinde Obdach im steirischen Bezirk Murtal.

## Denkmäler
| Foto |                 | Denkmal                                                                                              | Standort                                                 | Beschreibung | Metadaten |
| ---- | --------------- | --- | -------------------------------------------------------- | --- | --- |
| ja   | Datei hochladen | Buchmoarkreuz HERIS-ID: 88970 Objekt-ID: 103564                                                      | nördlich Hauptstraße 1 Standort KG: Granitzen            | Beim Buchmoarkreuz handelt es sich um einen großen Nischenbildstock mit vorkragendem Dach und breiter korbbogiger Nische mit Steckgitter aus dem 19. Jahrhundert. Die stirnseitige Gliederung erfolgt mittels Umrisspilaster. Anmerkung: Standort grundstücksgenau | BDA-Hist.: Q37729883 Status: § 2a Stand der BDA-Liste: 2025-06-30 Name: Buchmoarkreuz GstNr.: 1240/2 |
| BW   | Datei hochladen | Wirtschaftsgebäude, Schloss Admontbichl HERIS-ID: 96152 Objekt-ID: 111615                            | Rötsch 15 Standort KG: Granitzen                         | → Hauptartikel : Schloss Admontbichl f1 | BDA-Hist.: Q64764992 Status: § 2a Stand der BDA-Liste: 2025-06-30 Name: Wirtschaftsgebäude, Schloss Admontbichl GstNr.: 36 Schloss Admontbichl                                                           |
| ja   | Datei hochladen | Schloss Admontbichl HERIS-ID: 96151 Objekt-ID: 111614                                                | Rötsch 16 Standort KG: Granitzen                         | Der unregelmäßige Bau mit rechteckigem Arkadenhof und stichkappengewölbter Einfahrt wurde im 16., 17. und 18. Jahrhundert mehrmals umgebaut, wobei er seinen burgartigen Charakter verlor. Es war Verwaltungssitz für die Güter von Stift Admont (1367–2012 in dessen Besitz) und Sitz eines Landgerichts, es hat im Inneren einen quadratischen Gerichtssaal.                                                                   | BDA-Hist.: Q12730021 Status: § 2a Stand der BDA-Liste: 2025-06-30 Name: Schloss Admontbichl GstNr.: 36 Schloss Admontbichl                                                                               |
| ja   | Datei hochladen | Kothmayrkapelle Nord HERIS-ID: 37335 Objekt-ID: 36449                                                | St. Wolfganger-Straße 9a Standort KG: Granitzen          | | BDA-Hist.: Q37975015 Status: § 2a Stand der BDA-Liste: 2025-06-30 Name: Kothmayrkapelle Nord GstNr.: 290/6                                                                                               |
| ja   | Datei hochladen | Bauernhaus, vulgo Scheiber HERIS-ID: 97333 Objekt-ID: 113133seit 2012                                | Kienberg 2 Standort KG: Kienberg                         | | BDA-Hist.: Q37769769 Status: § 57-Mandatsbescheid Stand der BDA-Liste: 2025-06-30 Name: Bauernhaus, vulgo Scheiber GstNr.: .78/1 Bauernhaus Scheiber, Kienberg                                           |
| ja   | Datei hochladen | Pfarrhof HERIS-ID: 97332 Objekt-ID: 113132                                                           | Mönchegg 18 Standort KG: Kienberg                        | | BDA-Hist.: Q37769758 Status: § 2a Stand der BDA-Liste: 2025-06-30 Name: Pfarrhof GstNr.: .3/1 |
| ja   | Datei hochladen | Trafostation HERIS-ID: 97342 Objekt-ID: 113144                                                       | Mönchegg 54 Standort KG: Kienberg                        | | BDA-Hist.: Q37769782 Status: § 2a Stand der BDA-Liste: 2025-06-30 Name: Trafostation GstNr.: .170 |
| ja   | Datei hochladen | Soldatenkirche hl. Michael HERIS-ID: 101169 Objekt-ID: 117482                                        | östlich Ossach 36 Standort KG: Kienberg                  | | BDA-Hist.: Q37786733 Status: § 2a Stand der BDA-Liste: 2025-06-30 Name: Soldatenkirche hl. Michael GstNr.: .183 Soldatenkirche hl. Michael                                                               |
| ja   | Datei hochladen | Kath. Pfarrkirche und Friedhof HERIS-ID: 97330 Objekt-ID: 113130                                     | Mönchegg 19, gegenüber Standort KG: Kienberg             | → Hauptartikel : Pfarrkirche St. Wolfgang bei Obdach f1 | BDA-Hist.: Q37769747 Status: § 2a Stand der BDA-Liste: 2025-06-30 Name: Kath. Pfarrkirche und Friedhof GstNr.: 311, .1 Pfarrkirche St. Wolfgang bei Obdach                                               |
| ja   | Datei hochladen | Kath. Pfarrkirche hll. Joachim und Anna, Friedhof und Nebengebäude HERIS-ID: 97256 Objekt-ID: 113032 | Lavantegg Standort KG: Lavantegg                         | → Hauptartikel : Pfarrkirche St. Anna am Lavantegg f1 | BDA-Hist.: Q37769681 Status: § 2a Stand der BDA-Liste: 2025-06-30 Name: Kath. Pfarrkirche hll. Joachim und Anna, Friedhof und Nebengebäude GstNr.: .1/1, 22, 3/2, .1/2 Pfarrkirche St. Anna am Lavantegg |
| ja   | Datei hochladen | Pfarrhof HERIS-ID: 97261 Objekt-ID: 113037                                                           | Lavantegg 16 Standort KG: Lavantegg                      | | BDA-Hist.: Q37769702 Status: § 2a Stand der BDA-Liste: 2025-06-30 Name: Pfarrhof GstNr.: .2 |
| ja   | Datei hochladen | Ringmauer HERIS-ID: 37339 Objekt-ID: 36453                                                           | gegenüber Bachgasse 7 Standort KG: Obdach                | Von der mittelalterlichen Ummauerung und den drei Stadttoren ist noch ein Torturm gut erhalten. Von der Wehrmauer selbst sind nur noch Spuren sichtbar. Ein Rundturm ist im Haus Gartengasse 1 verbaut. | BDA-Hist.: Q37975051 Status: Bescheid Stand der BDA-Liste: 2025-06-30 Name: Ringmauer GstNr.: 218 |
| ja   | Datei hochladen | Ringmauer HERIS-ID: 37340 Objekt-ID: 36454                                                           | Bachgasse 8 Standort KG: Obdach                          | siehe Ringmauer gegenüber Bachgasse 7 | BDA-Hist.: Q37975060 Status: Bescheid Stand der BDA-Liste: 2025-06-30 Name: Ringmauer GstNr.: .205, 217/1                                                                                                |
| ja   | Datei hochladen | Ringmauer HERIS-ID: 37341 Objekt-ID: 36455                                                           | Gartengasse 3 Standort KG: Obdach                        | siehe Ringmauer gegenüber Bachgasse 7 | BDA-Hist.: Q37975070 Status: Bescheid Stand der BDA-Liste: 2025-06-30 Name: Ringmauer GstNr.: .209, .124, 217/2                                                                                          |
| ja   | Datei hochladen | Ehem. Hammerherrenhaus mit Kohlbarren HERIS-ID: 51708 Objekt-ID: 57439                               | Hauptstraße 3 Standort KG: Obdach                        | Das Hammerherrenhaus ist mit 1768 bezeichnet. | BDA-Hist.: Q38047003 Status: Bescheid Stand der BDA-Liste: 2025-06-30 Name: Ehem. Hammerherrenhaus mit Kohlbarren GstNr.: .179, .178/1 Hammerherrenhaus mit Kohlbarren, Kathal                           |
| ja   | Datei hochladen | ehem. Schule HERIS-ID: 94655 Objekt-ID: 109814                                                       | Hauptstraße 10 Standort KG: Obdach                       | | BDA-Hist.: Q37764807 Status: § 2a Stand der BDA-Liste: 2025-06-30 Name: ehem. Schule GstNr.: 110 ehemalige Schule Obdach                                                                                 |
| ja   | Datei hochladen | Spitalskirche Unserer Liebe Frau in der Tauplitz HERIS-ID: 37345 Objekt-ID: 36459                    | Hauptstraße 12b Standort KG: Obdach                      | | BDA-Hist.: Q37975110 Status: Bescheid Stand der BDA-Liste: 2025-06-30 Name: Spitalskirche Unserer Liebe Frau in der Tauplitz GstNr.: .152 Frauenkirche Obdach                                            |
| ja   | Datei hochladen | Ringmauer HERIS-ID: 37336 Objekt-ID: 36450                                                           | Hauptstraße 14 Standort KG: Obdach                       | siehe Ringmauer gegenüber Bachgasse 7 | BDA-Hist.: Q37975024 Status: Bescheid Stand der BDA-Liste: 2025-06-30 Name: Ringmauer GstNr.: .151 |
| ja   | Datei hochladen | Ringmauer HERIS-ID: 37337 Objekt-ID: 36451                                                           | Hauptstraße 16 Standort KG: Obdach                       | siehe Ringmauer gegenüber Bachgasse 7 | BDA-Hist.: Q37975032 Status: Bescheid Stand der BDA-Liste: 2025-06-30 Name: Ringmauer GstNr.: .150 |
| ja   | Datei hochladen | Ringmauer HERIS-ID: 37338 Objekt-ID: 36452                                                           | Hauptstraße 17 Standort KG: Obdach                       | siehe Ringmauer gegenüber Bachgasse 7 | BDA-Hist.: Q37975042 Status: Bescheid Stand der BDA-Liste: 2025-06-30 Name: Ringmauer GstNr.: .149/2, 221/2                                                                                              |
| ja   | Datei hochladen | Floriani-Brunnen HERIS-ID: 94647 Objekt-ID: 109806                                                   | bei Hauptstraße 18b Standort KG: Obdach                  | Der Florianibrunnen steht im nördlichen Drittel des Platzes und stammt aus dem Jahre 1894. | BDA-Hist.: Q37764762 Status: § 2a Stand der BDA-Liste: 2025-06-30 Name: Floriani-Brunnen GstNr.: 815/2 Florianibrunnen Obdach                                                                            |
| ja   | Datei hochladen | Gemeindeamt HERIS-ID: 96104 Objekt-ID: 111555                                                        | Hauptstraße 31 Standort KG: Obdach                       | Das Gemeindeamt Obdach ist ein großes zweigeschoßiges Eckhaus aus dem 16./17. Jahrhundert, die Außenerscheinung stammt aus dem 19. Jahrhundert. Gliederung durch Fensterfaschen und rustizierten Eckpilastern über beide Geschoße. Der Eingangsraum hat ein Tonnengewölbe mit Stichkappen, teilweise mit angeputzten Graten. | BDA-Hist.: Q37767381 Status: § 2a Stand der BDA-Liste: 2025-06-30 Name: Gemeindeamt GstNr.: 233 Gemeindeamt Obdach                                                                                       |
| ja   | Datei hochladen | Mariensäule HERIS-ID: 96136 Objekt-ID: 111599                                                        | bei Hauptstraße 33 Standort KG: Obdach                   | Die Mariensäule in der Mitte des Platzes stammt aus dem Jahre 1716, wohl von Balthasar Prandtstätter. Sie wurde 1953 renoviert. | BDA-Hist.: Q37767437 Status: § 2a Stand der BDA-Liste: 2025-06-30 Name: Mariensäule GstNr.: 814/2 Mariensäule (Obdach)                                                                                   |
| ja   | Datei hochladen | Brunnen HERIS-ID: 94654 Objekt-ID: 109813                                                            | bei Hauptstraße 39 Standort KG: Obdach                   | Der steinerne Brunnen steht im südlichen Drittel des Platzes, trägt einen Vasenaufsatz und stammt aus der Mitte des 19. Jahrhunderts. | BDA-Hist.: Q37764796 Status: § 2a Stand der BDA-Liste: 2025-06-30 Name: Brunnen GstNr.: 814/2 Brunnen Obdach                                                                                             |
| ja   | Datei hochladen | Ringmauer HERIS-ID: 37344 Objekt-ID: 36458                                                           | Hauptstraße 44 Standort KG: Obdach                       | siehe Ringmauer gegenüber Bachgasse 7 | BDA-Hist.: Q37975100 Status: Bescheid Stand der BDA-Liste: 2025-06-30 Name: Ringmauer GstNr.: .81/1 |
| ja   | Datei hochladen | Ringmauer HERIS-ID: 37343 Objekt-ID: 36457                                                           | Hauptstraße 47 Standort KG: Obdach                       | siehe Ringmauer gegenüber Bachgasse 7 | BDA-Hist.: Q37975089 Status: Bescheid Stand der BDA-Liste: 2025-06-30 Name: Ringmauer GstNr.: .111 |
| ja   | Datei hochladen | Gemeindeamt HERIS-ID: 45404 Objekt-ID: 46733                                                         | Hauptstraße 47 Standort KG: Obdach                       | Der große zweigeschoßige Bau stammt aus dem 16./17. Jahrhundert, die Außenerscheinung aus dem 19. Jahrhundert. Mit Schopfwalmdach und Dachgaupen, überformt, schließt er direkt an den Torturm an; ehemalige gewölbte Einfahrt. Im Gebäude war bis 2014 das Gemeindeamt der ehemaligen Nachbargemeinde Sankt Anna am Lavantegg untergebracht.                                                                                    | BDA-Hist.: Q38015613 Status: Bescheid Stand der BDA-Liste: 2025-06-30 Name: Gemeindeamt GstNr.: .111 Gemeindeamt St. Anna, Obdach                                                                        |
| ja   | Datei hochladen | Torturm HERIS-ID: 37346 Objekt-ID: 36460                                                             | bei Hauptstraße 47 Standort KG: Obdach                   | Der Torturm schließt den durch die Hauptstraße gebildeten Platz nach Süden ab. Im Kern stammt der Turm aus dem 15. Jahrhundert, die Keramik mit dem Thema Lebensbaum stammt von Edith Felice aus dem Jahre 1951. | BDA-Hist.: Q37975120 Status: Bescheid Stand der BDA-Liste: 2025-06-30 Name: Torturm GstNr.: 814/2, 829/18 Torturm Obdach                                                                                 |
| ja   | Datei hochladen | Ehem. Stadl HERIS-ID: 96132 Objekt-ID: 111591                                                        | Kirchgasse 17 Standort KG: Obdach                        | | BDA-Hist.: Q37767427 Status: § 2a Stand der BDA-Liste: 2025-06-30 Name: Ehem. Stadl GstNr.: 54 |
| ja   | Datei hochladen | Pfarrhof HERIS-ID: 51705 Objekt-ID: 57436                                                            | Kirchgasse 15 Standort KG: Obdach                        | Der Pfarrhof ist ein stattlicher Bau mit schmiedeeisernen Fensterkörben aus der Mitte des 18. Jahrhunderts. | BDA-Hist.: Q38046964 Status: § 2a Stand der BDA-Liste: 2025-06-30 Name: Pfarrhof GstNr.: .5 |
| ja   | Datei hochladen | Kriegerdenkmal HERIS-ID: 96118 Objekt-ID: 111575                                                     | bei Kirchgasse 15a Standort KG: Obdach                   | | BDA-Hist.: Q37767403 Status: § 2a Stand der BDA-Liste: 2025-06-30 Name: Kriegerdenkmal GstNr.: 60 |
| ja   | Datei hochladen | Kath. Pfarrkirche St. Ägyd HERIS-ID: 51706 Objekt-ID: 57437                                          | Kirchgasse 15a Standort KG: Obdach                       | Der dreischiffige Kirchenbau ist mit dem Mittelschiff und Chorquadrat romanisch, mit dem Südschiff und der Sakristei spätgotisch, und mit dem Nordschiff aus der zweiten Hälfte des 17. Jahrhunderts ist barock. | BDA-Hist.: Q38046977 Status: § 2a Stand der BDA-Liste: 2025-06-30 Name: Kath. Pfarrkirche St. Ägyd GstNr.: .1 Pfarrkirche hl. Ägydius, Obdach                                                            |
| ja   | Datei hochladen | ehem. Karner, Johanneskapelle HERIS-ID: 51707 Objekt-ID: 57438                                       | Kirchgasse 15b Standort KG: Obdach                       | Die Johanneskapelle ist die ehemalige Friedhofskapelle und steht südlich der Kirche. Der zweigeschoßige Bau ist im Untergeschoß, dem ehemaligen Karner, tonnengewölbt, der obere Raum ist rechteckig mit eingezogenem, gerade geschlossenen Chor. An der Flachdecke einfacher Stuck aus der 2. Hälfte des 18. Jahrhunderts. Der Altar stammt aus dem 2. Viertel des 18. Jahrhunderts, das Weihwasserbecken ist mit 1757 datiert. | BDA-Hist.: Q38046990 Status: § 2a Stand der BDA-Liste: 2025-06-30 Name: ehem. Karner, Johanneskapelle GstNr.: .3                                                                                         |
| ja   | Datei hochladen | Friedhof christlich, Aufbahrungshalle HERIS-ID: 94650 Objekt-ID: 109809                              | bei St. Wolfganger-Straße 12 Standort KG: Obdach         | | BDA-Hist.: Q37764773 Status: § 2a Stand der BDA-Liste: 2025-06-30 Name: Friedhof christlich, Aufbahrungshalle GstNr.: 60, 62, 68/2, .191                                                                 |
| BW   | Datei hochladen | Ringmauer HERIS-ID: 37342 Objekt-ID: 36456                                                           | Gartengasse 1, im nördlichen Bereich Standort KG: Obdach | siehe Ringmauer gegenüber Bachgasse 7 | BDA-Hist.: Q37975081 Status: Bescheid Stand der BDA-Liste: 2025-06-30 Name: Ringmauer GstNr.: .157, |
| ja   | Datei hochladen | Kath. Filialkirche hl. Katharina HERIS-ID: 51577 Objekt-ID: 57257                                    | Katharinaweg 6 Standort KG: Obdachegg                    | | BDA-Hist.: Q38046099 Status: § 2a Stand der BDA-Liste: 2025-06-30 Name: Kath. Filialkirche hl. Katharina GstNr.: .128 Filialkirche hl. Katharina, Amering                                                |
| BW   | Datei hochladen | Bauernhaus vulgo Schwarz (Schwarzhube) HERIS-ID: 11467 Objekt-ID: 7568                               | Obdachegg 21 Standort KG: Obdachegg                      | | BDA-Hist.: Q38102050 Status: Bescheid Stand der BDA-Liste: 2025-06-30 Name: Bauernhaus vulgo Schwarz (Schwarzhube) GstNr.: .87                                                                           |
| ja   | Datei hochladen | Gemeindeamt HERIS-ID: 97198 Objekt-ID: 112952                                                        | Sonnenrain 11 Standort KG: Obdachegg                     | Im Gebäude war bis 2014 das Gemeindeamt der ehemaligen Gemeinde Amering untergebracht. | BDA-Hist.: Q37769542 Status: § 2a Stand der BDA-Liste: 2025-06-30 Name: Gemeindeamt GstNr.: .168 Gemeindeamt Amering                                                                                     |
| ja   | Datei hochladen | Kath. Pfarrkirche hl. Georg und Friedhof HERIS-ID: 51819 Objekt-ID: 57618                            | St. Georgen in Obdachegg Standort KG: Obdachegg          | Die Kirche entstand im Jahr 1409 aus einer kleinen Kapelle, die im 14. Jahrhundert in unmittelbarer Nachbarschaft des Jagdsitzes errichtet wurde. | BDA-Hist.: Q38047874 Status: § 2a Stand der BDA-Liste: 2025-06-30 Name: Kath. Pfarrkirche hl. Georg und Friedhof GstNr.: .1 Pfarrkirche St. Georgen in Obdachegg                                         |
| ja   | Datei hochladen | Ehem. Pfarrhof HERIS-ID: 97206 Objekt-ID: 112960                                                     | St. Georgen in Obdachegg 6 Standort KG: Obdachegg        | Das Gebäude wurde im 14. Jahrhundert von Herzog Ernst von Steiermark als Jagdsitz errichtet. | BDA-Hist.: Q37769573 Status: § 2a Stand der BDA-Liste: 2025-06-30 Name: Ehem. Pfarrhof GstNr.: .2 Pfarrhof hl. Georg, Amering                                                                            |
| ja   | Datei hochladen | Kriegerdenkmal HERIS-ID: 97201 Objekt-ID: 112955                                                     | bei St. Georgen in Obdachegg 6 Standort KG: Obdachegg    | | BDA-Hist.: Q37769554 Status: § 2a Stand der BDA-Liste: 2025-06-30 Name: Kriegerdenkmal GstNr.: 1703 |

## Ehemalige Denkmäler
| Foto |                 | Denkmal                                                 | Standort                                    | Beschreibung                                                                                                  | Metadaten |
| ---- | --------------- | ------------------------------------------------------- | ------------------------------------------- | --- | --- |
| ja   | Datei hochladen | Mesnerhaus Objekt-ID: 111587bis 2017                    | Kirchgasse 13 Standort KG: Obdach           | | BDA-Hist.: Q37767415 Status: § 2a Stand der BDA-Liste: 2017-06-23 Name: Mesnerhaus GstNr.: .14                                                     |
| ja   | Datei hochladen | Wohnhaus vulgo Weißgärberhaus Objekt-ID: 111613bis 2019 | St. Wolfganger-Straße 1 Standort KG: Obdach | Im Gebäude war bis 2014 das Gemeindeamt der ehemaligen Nachbargemeinde Sankt Wolfgang-Kienberg untergebracht. | BDA-Hist.: Q37767449 Status: § 2a Stand der BDA-Liste: 2019-01-23 Name: Wohnhaus vulgo Weißgärberhaus GstNr.: .43 Gemeindeamt St. Wolfgang, Obdach |